# Scincella punctatolineata
Scincella punctatolineata är en ödleart som beskrevs av  George Albert Boulenger 1893. Scincella punctatolineata ingår i släktet Scincella och familjen skinkar. IUCN kategoriserar arten globalt som otillräckligt studerad. Inga underarter finns listade i Catalogue of Life.